# Траулер

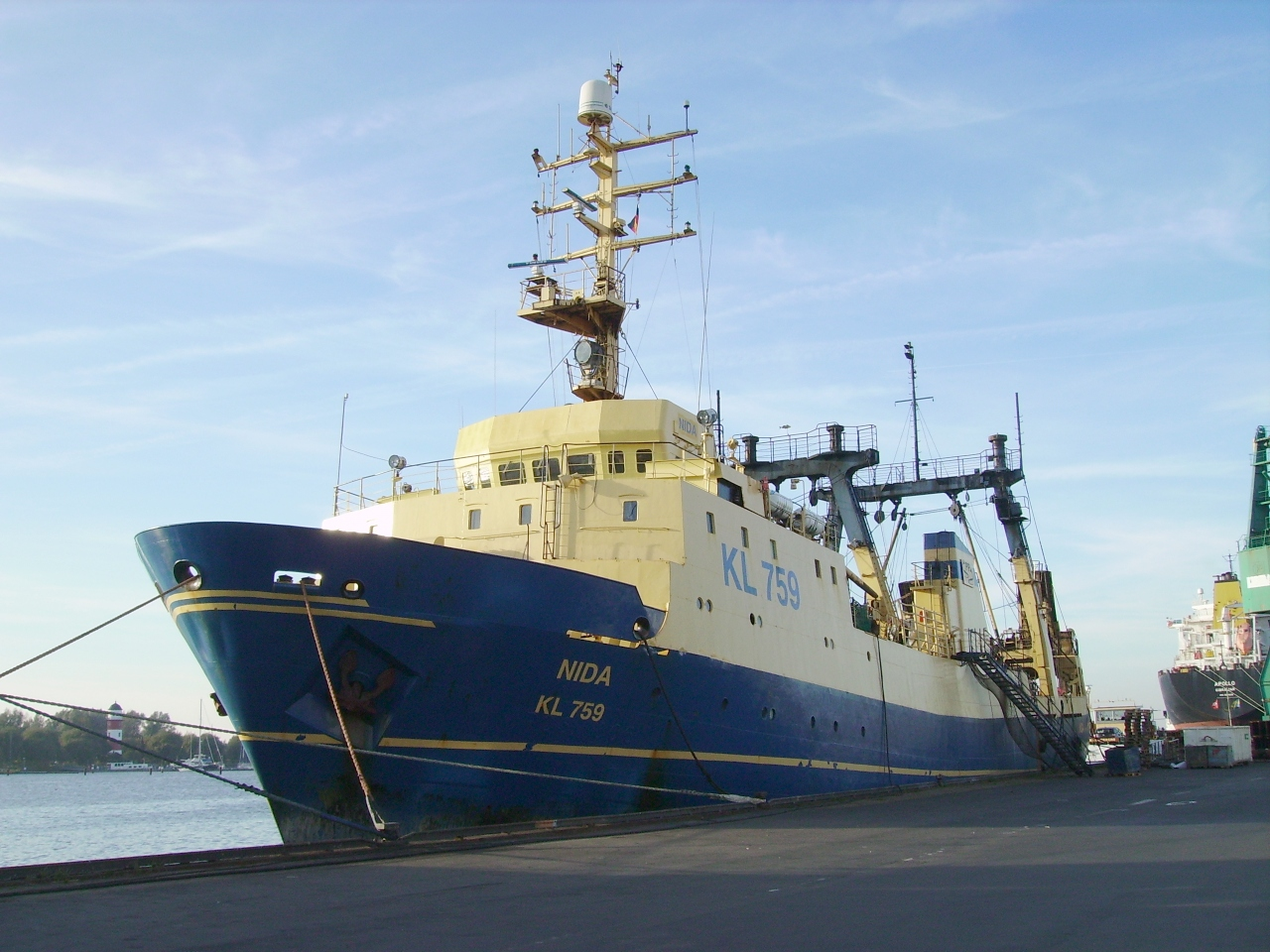
Траулер Нида. С 1992 — под литовским флагом

Тра́улер (англ. trawler, от trawl — трал) — промысловое судно, предназначенное для добычи водных биоресурсов с помощью трала. Нередко траулеры оснащаются холодильными установками для заморозки и сохранения продукции, а иногда и оборудованием для переработки в полуфабрикаты.
От сейнера траулеры, как правило, отличаются большей мощностью, что позволяет осуществлять траление — то есть протягивание сети (трала) сквозь толщу воды.

## Типы российских и советских траулеров
Начиная с советских времен существует несколько устойчивых аббревиатур названий типов российских и советских траулеров:
- БАТ — большой автономный траулер
- БАТМ — большой автономный морозильный траулер (тип «Пулковский меридиан» и другие.)[1]
- БРТ — большой рыболовный траулер
- БМРТ — большой морозильный рыболовный траулер[2]
- МРТК — малый рыболовный траулер с кормовым тралением
- РТ — рыболовный траулер
- РТМ — рыболовный траулер морозильный
- РТМС — рыболовный траулер морозильный — супер (тип «Прометей» и другие.)
- РТМКС — рыболовный траулер морозильный консервный — супер (тип «Моонзунд»)
- РКТ — рыболовный краболов-траулер
- СРТ (СРТР) — средний рыболовный траулер рефрижераторный
- СРТМ — средний рыболовный траулер морозильный (тип «Василий Яковенко» и другие.)
- СТМ — сейнер-траулер морозильный (тип «Орлёнок» и другие.)
- СТР — сейнер-траулер рефрижераторный (тип «Альпинист», «Надёжный»)

## Галерея

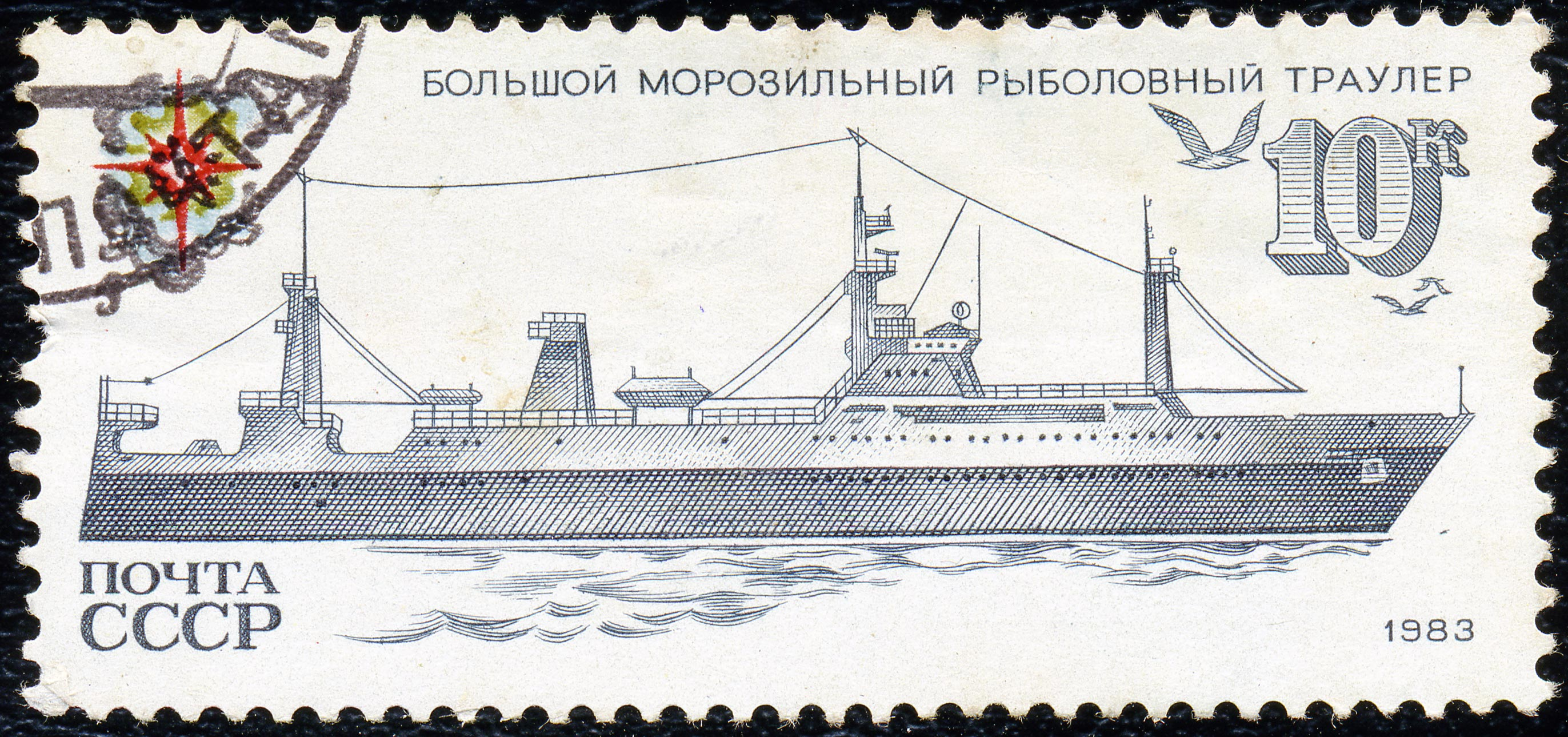
БМРТ. Почтовая марка СССР, 1983 год.
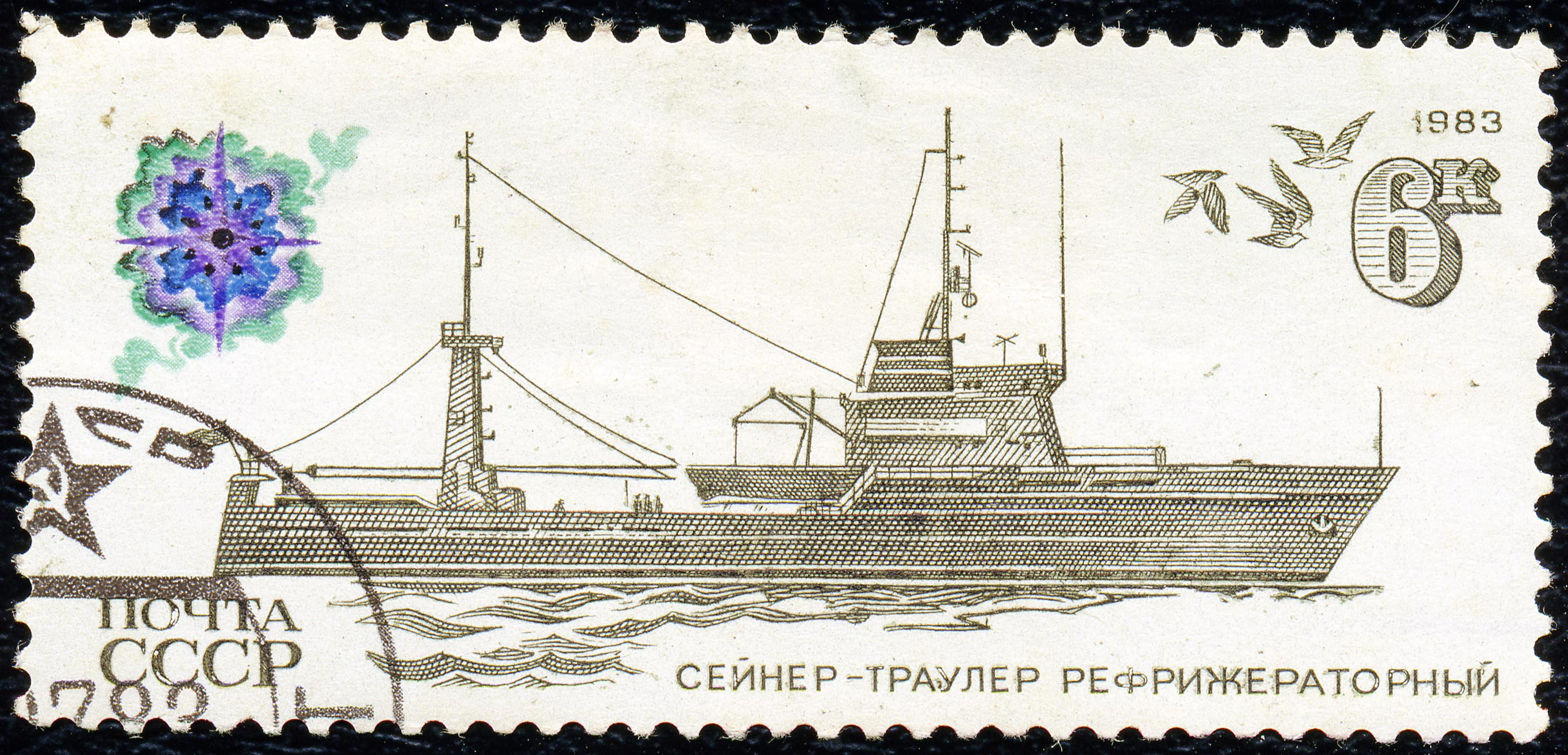
СТР. Почтовая марка СССР, 1983 год.
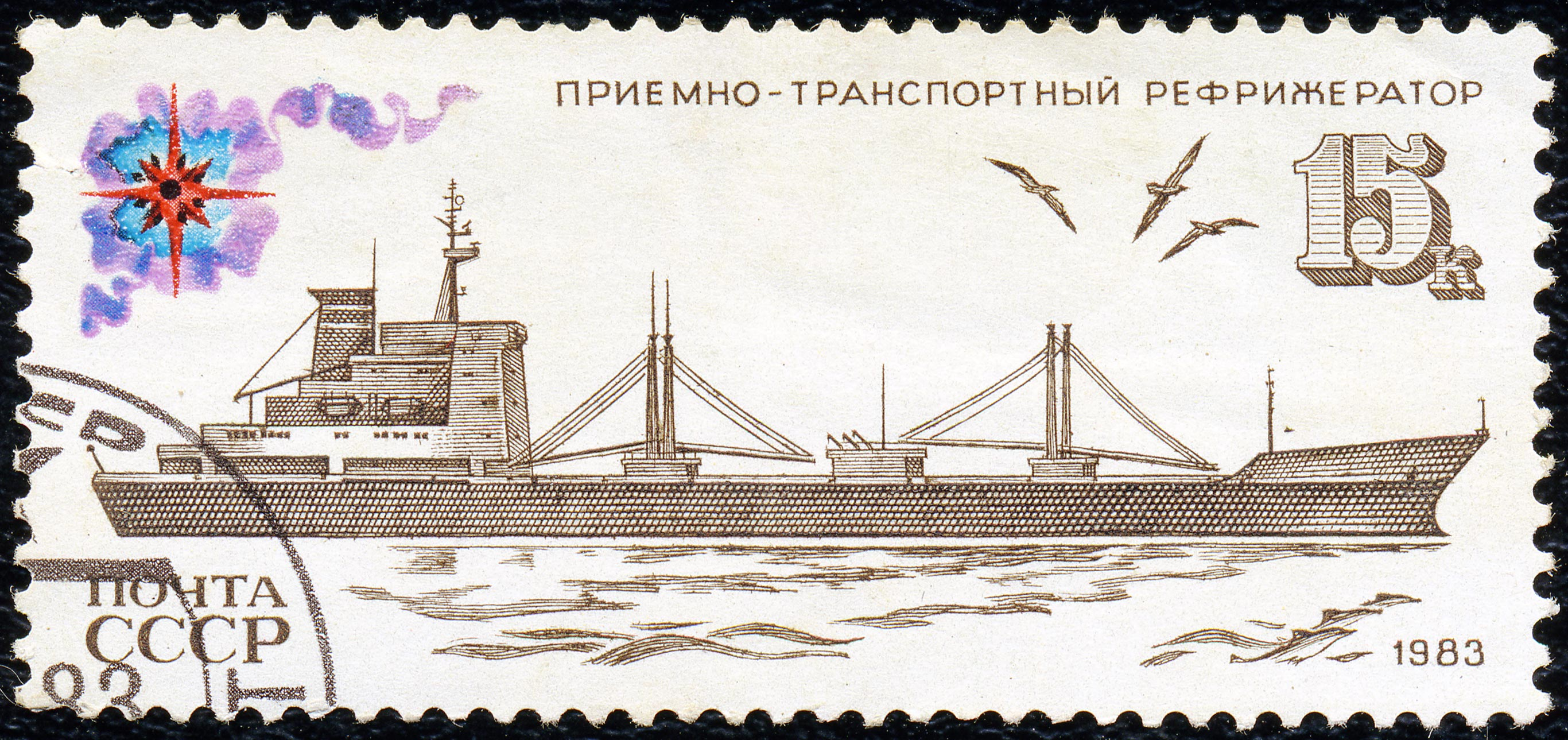
ТР. Почтовая марка СССР, 1983 год.
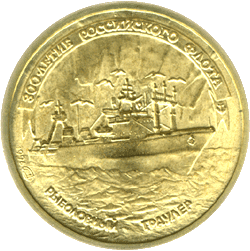
Рыболовный траулер. Монета Банка России, 1996 год.
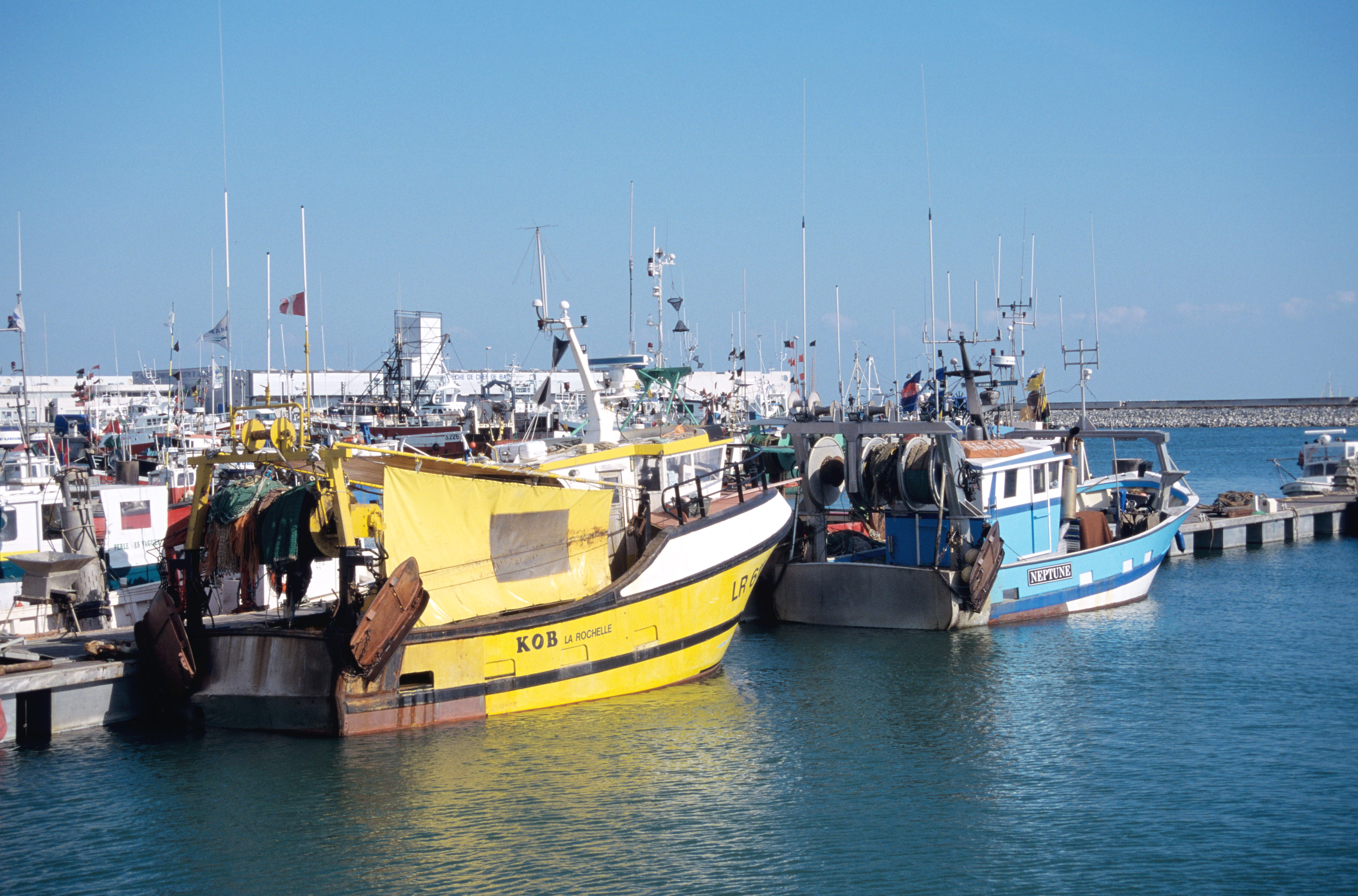
Траулеры в Ла-Рошели, Франция.
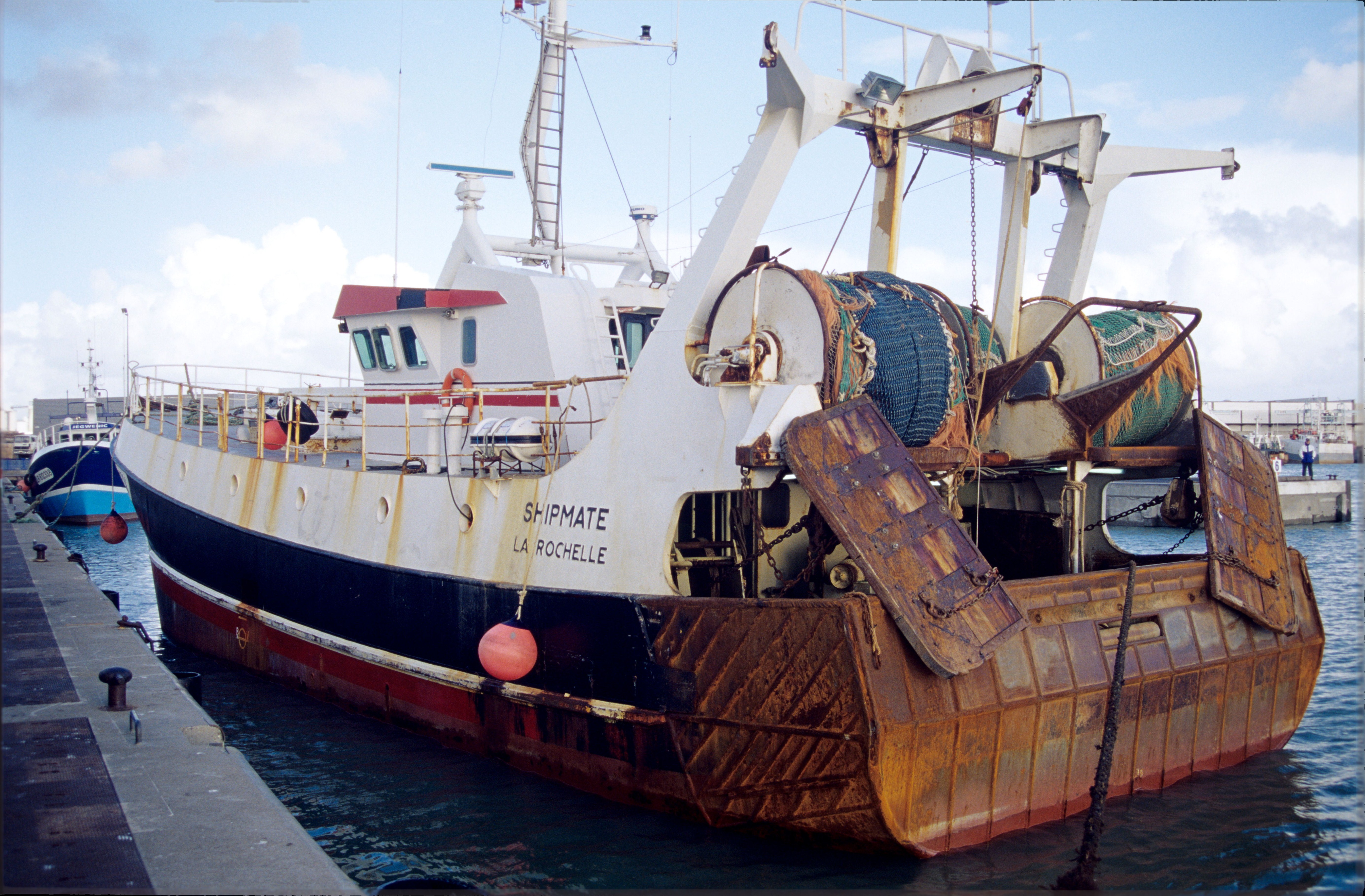
Траулер в Ла-Рошели, Франция.
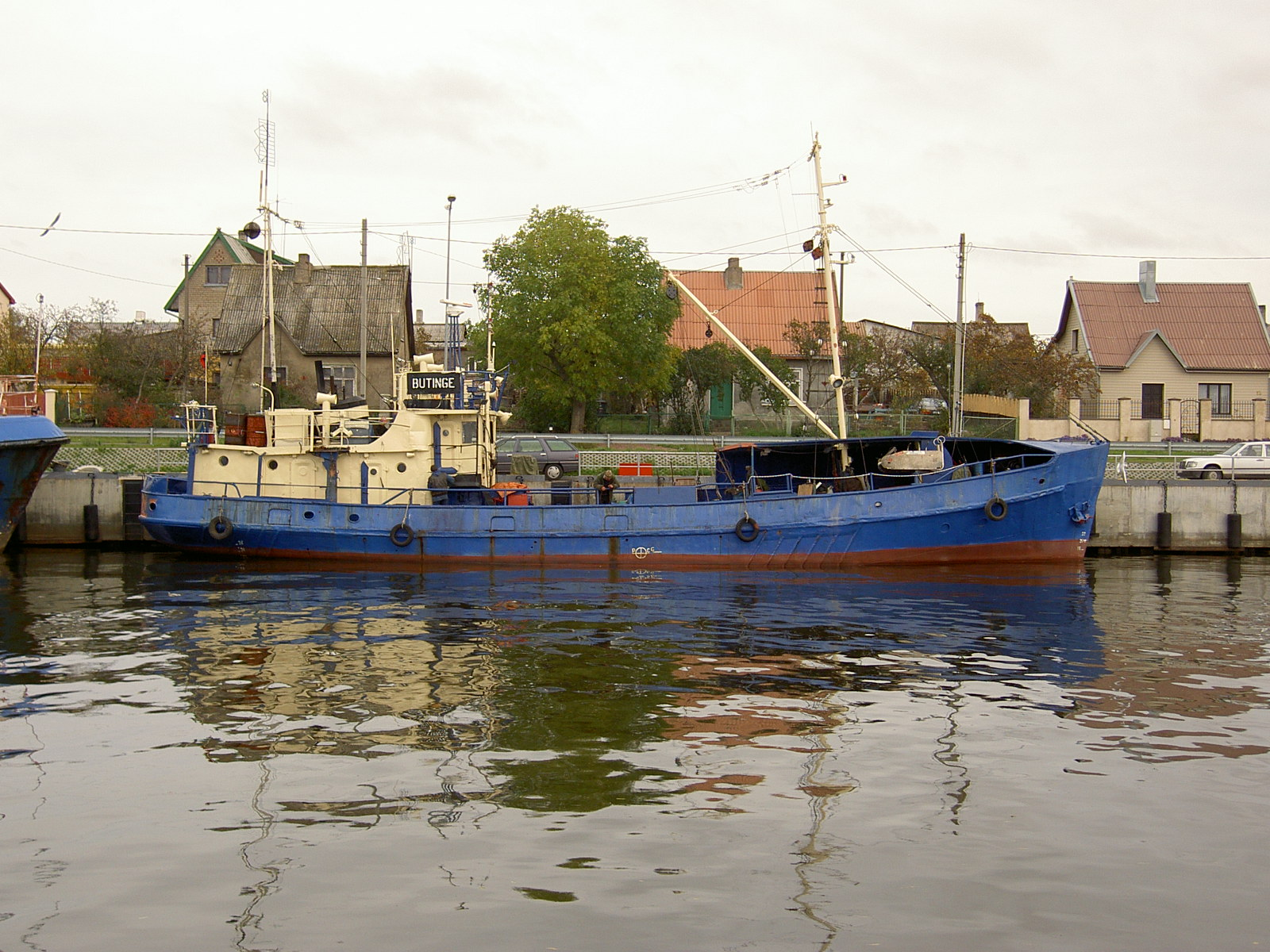
Траулер «Butinge» в Клайпеде, Литва.